# Sirištarke
Sirištarke (vladisaonice, vladisnjače, sirištare, lat. Gentianaceae), porodica bilja iz reda Gentianales. 
Neke vrste su rijetke i u Hrvatskoj zaštićene, među kojima Kohova sirištara Gentiana acaulis L., rijetka i endemična biljka; Kluzijeva sirištarka Gentiana clusii Perr. et Song i Žuta sirištarka Gentiana lutea L.
Porodica dobiva ime po rodu Gentiana (gencijana, sirištara) koja se odlikuje nasuprotnim listovima i dvospolnim cvjetovima, a mogu biti jednogodišnje ili trajne zeleni. Neke su među njima ljekovite a sadrže gorke tvari koje se koriste i u medicini.

## Opći opis
Gentianaceae, porodica lincura (red Gentianales) cvjetnica koja sadrži 102 roda i oko 1750 vrsta jednogodišnjih i višegodišnjih biljaka i, rijetko, grmova. Članovi obitelji prvenstveno su porijeklom iz sjevernih umjerenih područja svijeta, iako se mnogi nalaze i u tropskim i suptropskim regijama. Cvjetovi određenih članova ovih rodova pokazuju neke od najčišćih plavih biljaka u biljnom carstvu, a mnogi se uzgajaju kao vrtni ukrasi.

## Fizički opis
Članovi porodice imaju listove koji su na stabljici jedni nasuprot drugima. Listovi često nemaju peteljke i imaju glatke rubove. Cvjetovi imaju četiri ili pet spojenih latica, koje mogu biti duboko razdijeljene. Latice se preklapaju i uvijaju u pupoljak. Jamice za izlučivanje nektara nalaze se na dnu latica i čašičnih listića kod nekih vrsta. Plodovi su obično kapsule.

## Glavni rodovi i vrste
Lincure ili sirištare (biljke iz roda Gentiana) nose privlačne cvjetove, obično plave, ali povremeno žute, bijele, crvene ili ljubičaste; nekoliko vrsta se uzgaja kao ukras u vrtu. Lincure su naširoko prisutne na vlažnim livadama i šumama. Žuti srčanik, Gentiana lutea iz Alpa cijenjena je zbog svojih žutih cvjetova; njegov se korijen lokalno smatra ljekovitim i koristi se za aromatiziranje biljnih bitera i aperitiva.
Kičica (Centaurium) ima ružičaste cvjetove koji se zatvaraju popodne; žuška (Blackstonia) ima jarkožute cvjetove i široke listove. Oba roda sadrže vrste koje se koriste u biljnim lijekovima i u izradi boja.
Eustoma je srednjoamerički i južnoamerički rod nekoliko zeljastih vrsta koje se danas naširoko uzgajaju kao rezano cvijeće koje se prodaje pod imenom "lisianthus" (pravi Lisianthius je zapravo grmoliki, nekultivirani rod tropskih lincura porijeklom iz Novog svijeta). Swertia, biljka s plavim zvjezdastim cvjetovima, i Exacum, tropski sobni ukras, drugi su atraktivni članovi obitelji.
Tri različite skupine tropskih lincura (Voyria, Voyriella i Exacum ili Cotylanthera) izgubile su lišće i potpuno im nedostaje klorofil. Umjesto toga, za rast se oslanjaju na gljivične asocijacije (mikorize) ili raspadajući biljni materijal. To su male žute do plavičaste biljke koje se nalaze u podzemlju prašume.

## Rodovi:
1. Tribus Saccifolieae Struwe, Thiv, V. A. Albert & Kadereit
  1. Curtia Cham. & Schltdl. (9 spp.)
  2. Hockinia Gardner (1 sp.)
  3. Saccifolium Maguire & Pires (1 sp.)
  4. Tapeinostemon Benth. (8 spp.)
  5. Voyriella (Miq.) Miq. (1 sp.)
2. Tribus Exaceae Colla
  1. Sebaea Sol. ex R. Br. (51 spp.)
  2. Tachiadenus Griseb. (11 spp.)
  3. Exacum L. (74 spp.)
  4. Gentianothamnus Humbert (1 sp.)
  5. Ornichia Klack. (3 spp.)
  6. Klackenbergia Kissling (2 spp.)
  7. Exochaenium Griseb. (21 spp.)
3. Tribus Voyrieae Gilg
  1. Voyria Aubl. (23 spp.)
4. Tribus Chironieae Dumort.
  1. Subtribus Canscorinae Thiv & Kadereit
    1. Canscora Lam. (13 spp.)
    2. Canscorinella Shahina & Nampy (3 spp.)
    3. Duplipetala Thiv (2 spp.)
    4. Cracosna Gagnep. (3 spp.)
    5. Hoppea Willd. (2 spp.)
    6. Microrphium C. B. Clarke (1 sp.)
    7. Phyllocyclus Kurz (5 spp.)
    8. Schinziella Gilg (1 sp.)

  2. Subtribus Coutoubeinae G. Don
    1. Coutoubea Aubl. (5 spp.)
    2. Deianira Cham. & Schltdl. (7 spp.)
    3. Schultesia Mart. (18 spp.)
    4. Symphyllophyton Gilg (7 spp.)

  3. Subtribus Chironiinae G. Don
    1. Ixanthus Griseb. (1 sp.)
    2. Blackstonia Huds. (4 spp.)
    3. Cicendia (Adans.) Belli (1 sp.)
    4. Geniostemon Engelm. & A. Gray (4 spp.)
    5. Zygostigma Griseb. (1 sp.)
    6. Centaurium Hill (25 spp.)
    7. Schenkia Griseb. (5 spp.)
    8. Valdesiana Z. Díaz & M. Escudero (1 sp.)
    9. Exaculum Caruel (1 sp.)
    10. Zeltnera G. Mans. (27 spp.)
    11. Sabatia Adans. (21 spp.)
    12. Gyrandra Griseb. (6 spp.)
    13. Eustoma Salisb. (2 spp.)
    14. Microcala Hoffmanns. & Link (1 sp.)
    15. Chironia L. (25 spp.)
    16. Orphium E. Mey. (1 sp.)
5. Tribus Gentianeae Dumort.
  1. Subtribus Gentianinae G. Don
    1. Gentiana Tourn. ex L. (341 spp.)
    2. Kuepferia Adr. Favre (14 spp.)
    3. Crawfurdia Wall. (24 spp.)
    4. Metagentiana T. N. Ho & S. W. Liu (12 spp.)
    5. Sinogentiana Adr. Favre & Y. M. Yuan (2 spp.)
    6. Tripterospermum Blume (32 spp.)

  2. Subtribus Swertiinae Griseb.
    1. Obolaria L. (1 sp.)
    2. Latouchea Franch. (1 sp.)
    3. Gentianopsis Ma (21 spp.)
    4. Pterygocalyx Maxim. (1 sp.)
    5. Veratrilla Franch. (2 spp.)
    6. Bartonia Muhl. ex Willd. (3 spp.)
    7. Frasera Walter (15 spp.)
    8. Megacodon (Hemsl.) Harry Sm. (3 spp.)
    9. Swertia L. (163 spp.)
    10. Halenia Borkh. (66 spp.)
    11. Lomatogonium A. Braun (27 spp.)
    12. Lomatogoniopsis T. N. Ho & S. W. Liu (3 spp.)
    13. Comastoma (Wettst.) Toyok. (19 spp.)
    14. Gentianella Moench (303 spp.)
    15. Jaeschkea Kurz (3 spp.)
6. Tribus Helieae Gilg
  1. Prepusa Mart. (6 spp.)
  2. Senaea Taub. (2 spp.)
  3. Celiantha Maguire (3 spp.)
  4. Sipapoantha Maguire & B. M. Boom (2 spp.)
  5. Macrocarpaea (Griseb.) Gilg (121 spp.)
  6. Chorisepalum Gleason & Wodehouse (5 spp.)
  7. Tachia Aubl. (14 spp.)
  8. Zonanthus Griseb. (1 sp.)
  9. Neblinantha Maguire (2 spp.)
  10. Irlbachia Mart. (8 spp.)
  11. Aripuana Struwe, Maas & V. A. Albert (1 sp.)
  12. Roraimaea Struwe, S. Nilsson & V. A. Albert (2 spp.)
  13. Lehmanniella Gilg (4 spp.)
  14. Yanomamua J. R. Grant, Maas & Struwe (1 sp.)
  15. Tetrapollinia Maguire & B. M. Boom (1 sp.)
  16. Symbolanthus G. Don (30 spp.)
  17. Calolisianthus Gilg (5 spp.)
  18. Adenolisianthus (Spruce ex Progel) Gilg (1 sp.)
  19. Rogersonanthus Maguire & B. M. Boom (2 spp.)
  20. Chelonanthus (Griseb.) Gilg (11 spp.)
7. Tribus Potalieae Endl.
  1. Subtribus Lisianthiinae G. Don
    1. Lisianthus P. Browne (32 spp.)
    2. Bisgoeppertia Kuntze (3 spp.)

  2. Subtribus Potaliinae (Mart.) Progel
    1. Anthocleista Afzel. ex R. Br. (16 spp.)
    2. Potalia Aubl. (9 spp.)
    3. Fagraea Thunb. (56 spp.)
    4. Picrophloeus Blume (4 spp.)
    5. Limahlania K. M. Wong & Sugumaran (1 sp.)
    6. Cyrtophyllum Reinw. ex Blume (5 spp.)
    7. Utania G. Don (12 spp.)

  3. Subtribus Faroinae Struwe & V. A. Albert
    1. Oreonesion A. Raynal (1 sp.)
    2. Urogentias Gilg & Gilg-Ben. (1 sp.)
    3. Enicostema Blume (3 spp.)
    4. Faroa Welw. (19 spp.)
    5. Karina Boutique (1 sp.)
    6. Neurotheca Salisb. ex Benth. & Hook. f. (3 spp.)
    7. Pycnosphaera Gilg (1 sp.)
    8. Congolanthus A. Raynal (1 sp.)
    9. Djaloniella P. Taylor (1 sp.)